# Irak – Mein fremdes Land
Irak – Mein fremdes Land ist ein Dokumentarfilm von Laura Poitras aus dem Jahr 2006. Er handelt von der Besetzung des Irak nach dem Irakkrieg im Frühjahr 2003. Der Film zeigt die Perspektive der dortigen Bevölkerung und begleitet den Arzt und Politiker Riyadh al-Adhadh. Nach der Veröffentlichung des Filmes wurde Poitras durch das Ministerium für Innere Sicherheit der Vereinigten Staaten (Department of Homeland Security) auf eine Watchlist eingetragen und rund 40 Mal von der Behörde festgesetzt. Der Film war 2007 für einen Oscar nominiert. Irak – Mein fremdes Land ist der Auftakt einer dreiteiligen Filmreihe über die Globale Überwachungs- und Spionageaffäre, deren weitere Teile The Oath (2010) und Citizenfour (2014) sind.

## Handlung
Irak – Mein fremdes Land beschäftigt sich mit dem Zustand der Demokratie in den USA und dem Irak, für letzteren insbesondere im Hinblick auf die Wahl zur Nationalversammlung 2005.
Der Film folgt dem sunnitischen Parlamentskandidaten Dr. Riyadh al-Adhadh, der als Mitglied der Iraqi Islamic Party ein Gegner der Okkupation durch die Vereinigten Staaten ist. Al-Adhadh arbeitet als angestellter Arzt in Bagdad. Er leitet eine Inspektion des Militärgefängnisses in Abu Ghraib und vermittelt zwischen den zum Teil über ein Jahr ohne Anklage inhaftierten Personen – gezeigt werden Kinder und Alte.
Al-Adhadh wird als Figur zwischen extremistischen Fronten gezeigt: Vertreter des radikalen Teils der Bevölkerung, der die US-amerikanische Invasion mit Gewalt bekämpfen möchte, bedrohen ihn für sein Bestehen auf unbewaffneten Widerstand. Die Central Intelligence Agency wiederum hat ihn als „anti-amerikanisch“ eingestuft und deshalb auf einer Watchlist vermerkt.

„Although the film focuses on the January 2005 elections, it is a broader story about U.S. foreign policy post-9/11, the use of pre-emptive military force and the goal of implementing democracy in the Middle East mark a radical shift in U.S. policy and world politics. I felt compelled to document this war and its consequences.“

„Auch wenn der Film schwerpunktmäßig die [irakischen] Wahlen im Januar 2005 thematisiert, erzählt er eine umfassendere Geschichte über die Außenpolitik der Vereinigten Staaten nach den Anschlägen vom 11. September 2001. Der Gebrauch von Präemtivschlägen und das Ziel, dem Nahen Osten die Demokratie zu bringen, stellen einen radikalen Wechsel in der US-amerikanischen Strategie und der Weltpolitik dar. Ich fühlte mich verpflichtet, diesen Krieg und seine Konsequenzen zu dokumentieren.“

## Konsequenzen für Laura Poitras
Irak – Mein fremdes Land diskutiert die Rolle der Vereinigten Staaten kontrovers. Nach der Veröffentlichung des Filmes wurde Poitras durch das Ministerium für Innere Sicherheit der Vereinigten Staaten auf eine Watchlist eingetragen und rund 40 Mal von der Behörde bei der Einreise in die USA festgesetzt, ohne das eine Begründung genannt oder eine Anklage erhoben wurde.
Nach eigenen Angaben wurde Poitras insbesondere nach einem Auftraggeber für ihre Filme über den War on Terror befragt, ihre Computer, Filmkamera und Smartphones wurden für Wochen eingezogen. Poitras geht davon aus, dass die Inhalte der Speichermedien kopiert wurden. Ihre handschriftlichen Notizen wurden genauso ihrem Zugriff entzogen, wie ihre Kreditkartenabrechnungen. Poitras wurde routinemäßig einer Secondary Security Screening Selection bei Reisen unterzogen.
Erst nach der Veröffentlichung eines Artikels über das Geschehen durch Glenn Greenwald und einer Petition durch rund 40 Dokumentarfilmer an das Ministerium für Innere Sicherheit der Vereinigten Staaten änderte dieses seine Praxis. Im Jahr 2015 reichte Poitras dann mit Unterstützung der Electronic Frontier Foundation eine Klage nach dem Freedom of Information Act gegen alle beteiligten Behörden der Vereinigten Staaten ein.

„I’m filing this lawsuit because the government uses the U.S. border to bypass the rule of law. This simply should not be tolerated in a democracy. I am also filing this suit in support of the countless other less high-profile people who have also been subjected to years of Kafkaesque harassment at the borders. We have a right to know how this system works and why we are targeted.“

„Ich erhebe diese Klage, weil die Regierung die US-amerikanische Grenze nutzt, um die Gesetzesbindung zu umgehen. Dies sollte in einer Demokratie einfach nicht toleriert werden. Ich erhebe diese Klage auch, um die unzähligen anderen, weniger berühmten Menschen zu unterstützen, die ebenfalls seit Jahren dieser kafkaesken Schikane an der Grenze ausgesetzt sind. Wir haben ein Recht zu wissen, wie dieses System funktioniert und warum wir davon betroffen sind.“

## Filmtitel
Der Filmtitel ist an die irakische Nationalhymne Mautini angelehnt, dem arabischen Wort für „meine Heimat“.

## Produktion
Laura Poitras wurde durch den Artikel War After the War von George Packer in dem Magazin The New Yorker inspiriert, Irak – Mein fremdes Land zu drehen. Packers Artikel beschäftigte sich mit verschiedenen Aspekten des Krieges und der Besatzung, ließ aber immer die menschliche Dimension im Vordergrund. Dies sei ein Alleinstellungsmerkmal in der Berichterstattung über den Irak gewesen, so hätte der Artikel verdeutlicht, dass die irakische Bevölkerung immer ein Teil der Entwicklung bis hin zur Lösung des Konfliktes sein müsse.
Poitras beantragte bei dem U.S. Army's Civil Affairs Command (etwa: Abteilung für zivile Angelegenheiten der US Army) eine Drehgenehmigung für den Irak, um die Bemühungen zum Wiederaufbau filmen zu können. Ihr Antrag wurde von einem Major General genehmigt, nachdem dieser Poitras’ Film Flag Wars gesehen hatte. Ihr wurde Zugang zur Grünen Zone in Bagdad gewährt. Vor Ort erweiterte Poitras ihre Aktivitäten und traf in Abu Ghraib auf Dr. Riyadh.
Die Dreharbeiten dauerten insgesamt acht Monate. Während dieser Zeit lebte Poitras bei einer Familie in Adhamiyah, einem Stadtteil Bagdads.

### Finanzierung
Der Film wurde durch verschiedene Stiftungen finanziert: Die Independent Television Service (ITVS), den Sundance Documentary Fund des Sundance Institute (Veranstalter des Sundance Film Festivals), POV der Public Broadcasting Station, die Robert and Joyce Menschel Family Fundation, Wellspring Foundation und Appleman Foundation.

## Pressestimmen
„Without comment but with unusual sensitivity, Ms. Poitras, exposes the emotional toll of occupation on Iraqis and American soldiers alike. Nosing around in rubble-strewn neighborhoods and peering through the wire at prisoners in Abu Ghraib, Ms. Poitras and her camera find little to celebrate.“

„Kommentarlos, aber mit ungewöhnlicher Einfühlsamkeit stellt Poitras den emotionalen Preis dar, den Iraker genauso wie US-Soldaten für die Belagerung zu zahlen haben. Bei dem Durchstreifen der mit Schutt übersäten Stadtviertel und der Betrachtung der Gefangenen in Abu Ghraib durch den Stacheldraht finden Poitras und ihre Kamera wenig Anlass zum Feiern.“

## Filmpreise
Nominierungen
- „Bester Dokumentarfilm“ der Oscarverleihung 2007